# Sagitario A*

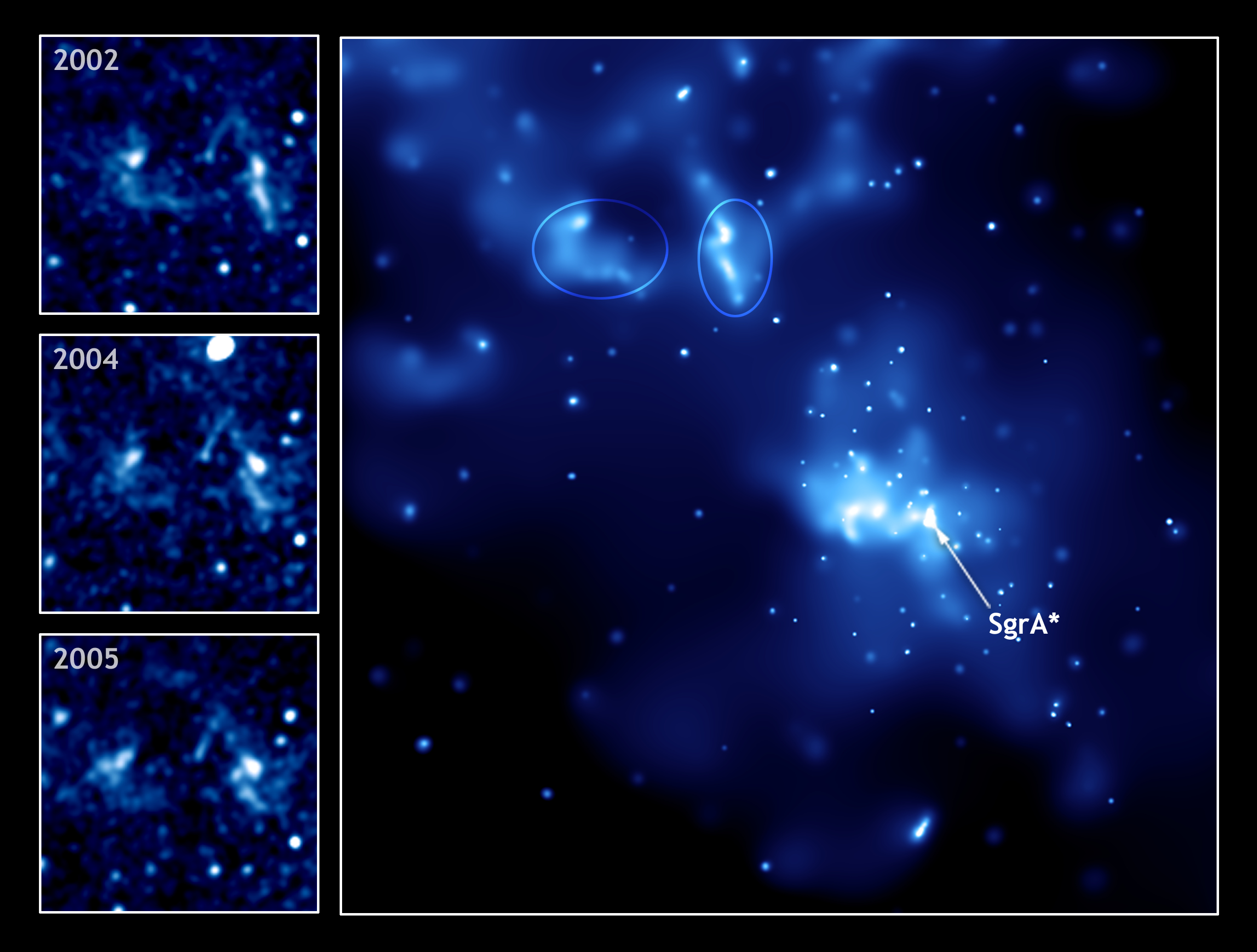
Sagitario A* y dos ecos de luz de una explosión reciente

Sagitario A* —pronunciado Sagitario A estrella y abreviado Sgr A*— es el agujero negro supermasivo del centro galáctico de la Vía Láctea.
Es una fuente de radio muy compacta y brillante en el centro de la Vía Láctea que forma parte de una estructura mayor llamada Sagitario A. Durante mucho tiempo se ha considerado que Sagitario A*  es un agujero negro supermasivo, al igual que se supone que sucede en los núcleos de la mayoría de galaxias de tipo espiral y elíptica. Observaciones de la órbita de la estrella S2 alrededor de Sgr A* indican la presencia de este agujero negro.
El 12 de mayo de 2022 el Event Horizon Telescope reveló por primera vez una fotografía de Sagitario A*, confirmando que el objeto contiene un agujero negro.

## Observación y descripción

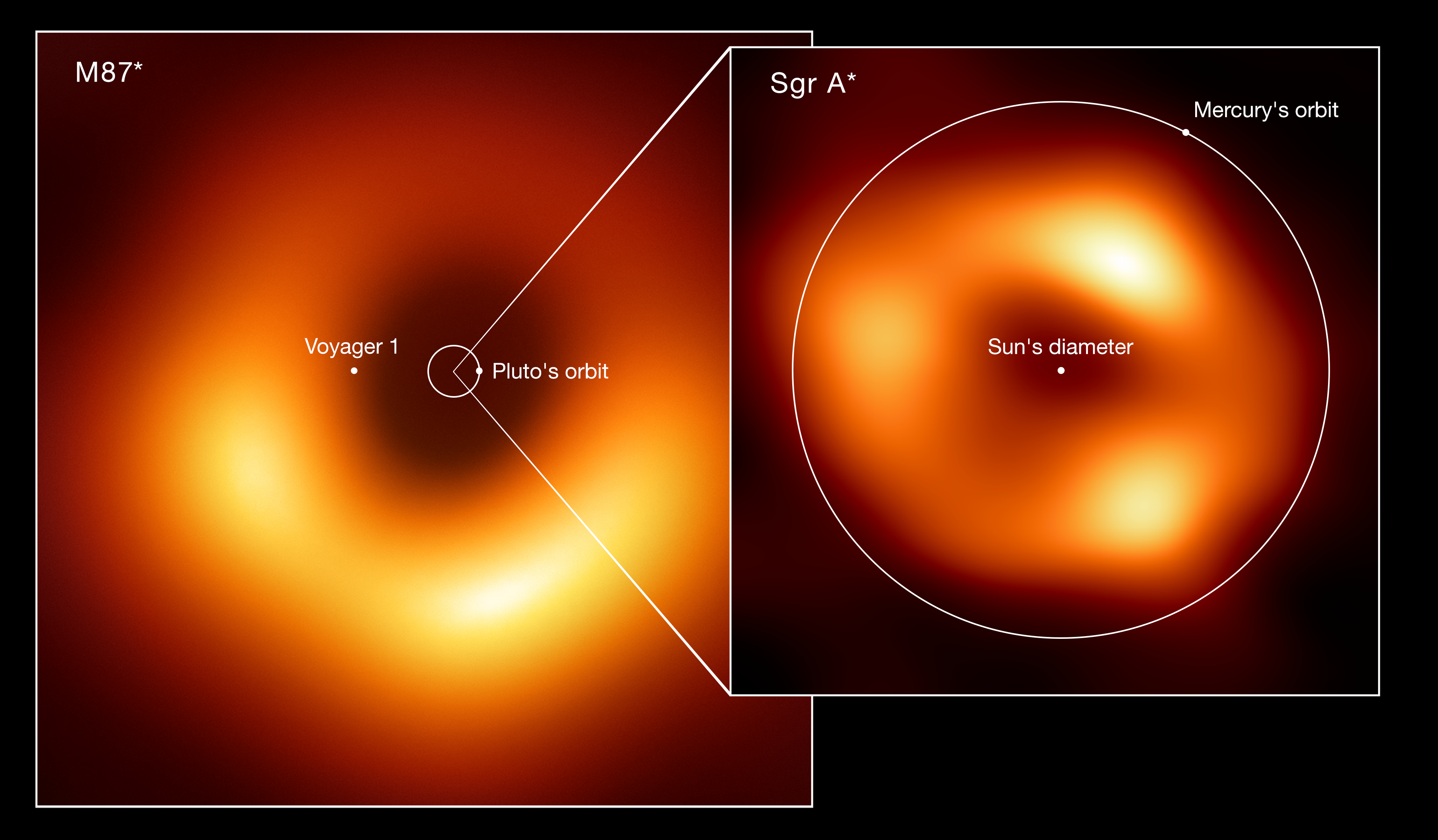
El tamaño de Sagitario A* es más pequeño que la órbita de Mercurio.

El 12 de mayo de 2022 la Event Horizon Telescope Collaboration publicó la primera imagen de Sagitario A*. La imagen, que se basa en datos de interferómetro de radio tomados en 2017, confirma que el objeto contiene un agujero negro. Esta es la segunda imagen de un agujero negro de la historia. Llevó cinco años de cálculos procesar esta imagen. Los datos fueron recopilados por ocho radioobservatorios en seis sitios geográficos. Las imágenes de radio se producen a partir de datos mediante síntesis de apertura, normalmente a partir de observaciones nocturnas de fuentes estables. La emisión de radio de Sgr A* varía en el orden de los minutos, lo que complica el análisis.
Su resultado da un tamaño angular general para la fuente de 51.8±2.3 μas. A una distancia de 26 000 años luz (8000 parsecs), esto produce un diámetro de 51,8 millones de kilómetros. A modo de comparación, la Tierra está a 150 millones de kilómetros (1,0 unidad astronómica) del Sol, y Mercurio está a 46 millones de km (0,31 UA) del Sol en el perihelio. El movimiento propio de Sgr A* es aproximadamente −2,70 mas por año para la ascensión recta y −5,6 mas por año para la declinación.
La medición del telescopio de estos agujeros negros puso a prueba la teoría de la relatividad de Einstein con más rigor que antes, y los resultados coinciden perfectamente.
En 2019 las mediciones realizadas con la Cámara de banda ancha aerotransportada de alta resolución-Plus (HAWC+) montada en la aeronave SOFIA reveló que los campos magnéticos causan el anillo circundante de gas y polvo, cuyas temperaturas oscilan entre −280 a 17 500 grados Fahrenheit (99,8 a 9977,6 K) (−173,3 a 9704,4 °C), para fluir en una órbita alrededor de Sagitario A*, manteniendo bajas las emisiones de los agujeros negros.
Los astrónomos no han podido observar Sgr A* en el espectro óptico debido al efecto de 25 magnitudes de extinción por el polvo y gas entre la fuente y la Tierra.

## Historia
Sagitario A* fue descubierto entre los días 13 y 15 de febrero de 1974 por los astrónomos Bruce Balick y Robert Hanbury Brown en el National Radio Astronomy Observatory, mediante el uso de la interferometría. El nombre de Sgr A* fue acuñado por Brown para distinguir esta fuente compacta de los otros componentes del centro galáctico y para enfatizar su naturaleza excitada, estableciendo así una analogía con los estados excitados en los átomos, que se denotan con un asterisco (Fe*, He*, etc).
En octubre de 2002 un equipo internacional liderado por Rainer Schödel del Instituto Max Planck de Física Extraterrestre informó de la observación del movimiento de la estrella S2 cercana a Sagitario A* durante un período de 10 años. De acuerdo con el análisis, los datos descartaron la posibilidad de que Sgr A* contuviera un cúmulo de objetos oscuros estelares o una masa de fermiones degenerados, fortaleciendo la evidencia de que se trataba de un agujero negro supermasivo. Las observaciones de S2 usaron interferometría de la región espectral del infrarrojo cercano (NIR) (K-band, i.e. 2.2 μm), a causa de la extinción interestelar reducida en esta banda. Se utilizaron máseres SiO para alinear las imágenes NIR con las observaciones de radio, como puede observarse en NIR y bandas de radio. El movimiento rápido de S2 (y otras estrellas cercanas) destaca frente a otras estrellas de movimiento lento a lo largo de la línea de visión de modo que esas podrían ser sustraídas de las imágenes. Las observaciones de VLBI de Sagitario A* podrían también alinearse centralmente con las imágenes, de modo que S2 pudiera verse orbitando alrededor de Sagitario A*. Examinando dicha órbita estimaron que la masa de Sagitario A* era de 3,7 ± 0,2 millones de veces la masa solar, confinada en un volumen con un radio no mayor de 17 horas-luz (120 UA).
Observaciones posteriores mostraron que la masa de Sgr A* es aproximadamente 4.1 millones de veces la masa solar de volumen con un radio no mayor que 6.25 horas-luz (45 UA) o 6.700 millones de kilómetros. También determinaron que la distancia entre la Tierra y el centro de la galaxia (el centro rotacional de la Vía Láctea) es de 26 000 años luz o 8.0 ± 0.6 × 103 pársecs. Las ondas de radio e infrarrojo detectadas provienen del gas y polvo calentado a millones de grados en su caída hacia el agujero negro. Este último tan solo emite radiación de Hawking a una baja temperatura del orden de 10-14 K.
En noviembre de 2004 un equipo de astrónomos reportaron el descubrimiento de un posible agujero negro intermedio, referido como GCIRS 13E, orbitando a tres años luz de Sgr A*. Este agujero negro de 1300 veces la masa solar está en un clúster compuesto por siete estrellas. Esta observación apoya la idea de que los agujeros negros supermasivos crecen absorbiendo agujeros negros menores y estrellas.
Tras monitorizar las órbitas estelares alrededor de Sgr A* durante 16 años, Gillessen et al. estimaron su masa en 4.31  ± 0.38 millones de veces la masa del Sol. Los resultados fueron anunciados en 2008 y publicados en The Astrophysical Journal en 2009. Reinhard Genzel, director del proyecto, dijo que el estudio reflejaba «lo que es considerado hasta ahora la mejor evidencia empírica de que los agujeros negros supermasivos existen. Las órbitas estelares en el centro galáctico muestran que la concentración de masa central de 4 millones de masas solares debe ser un agujero negro, más allá de cualquier duda razonable».
El 12 de mayo de 2022 se hizo pública la primera imagen de Sagitario A*, tomada por el telescopio de horizonte de sucesos.

## Agujero negro central
Si la posición aparente de Sagitario A* estuviera exactamente centrada en el agujero negro, sería posible verla ampliada más allá de su tamaño real, debido a la lente gravitatoria. De acuerdo con la relatividad general, esto resultaría en un tamaño mínimo observado de al menos 5,2 veces el radio Schwarzschild del agujero negro, que, para un agujero negro de alrededor de 4 millones de masas solares, corresponde a un tamaño mínimo observado de aproximadamente 52 μas. Esto es mucho mayor que el tamaño observado de 37 μas y por lo tanto sugiere que las emisiones de radio de Sagitario A * no están centradas en el agujero, sino que surgen de un punto brillante en la región alrededor del agujero negro, cerca del horizonte de sucesos, un disco de acreción o un chorro relativista de material expulsado del disco.
La masa de Sagitario A* se ha estimado de dos formas diferentes.
1. Dos grupos, en Alemania y Estados Unidos, monitorearon las órbitas de las estrellas individuales muy cerca del agujero negro y usaron las leyes de Kepler para inferir la masa cerrada. El grupo alemán encontró una masa de 4,31 ± 0,38 millones de masas solares,[26]  mientras que el grupo estadounidense encontró 3,7 ± 0,2 millones de masas solares.[27] Dado que esta masa está confinada dentro de una esfera de 44 millones de km de diámetro, esto produce una densidad diez veces mayor que las estimaciones anteriores.
2. Más recientemente la medición de los movimientos propios de una muestra de varios miles de estrellas dentro de aproximadamente un pársec del agujero negro, combinada con una técnica estadística, ha producido tanto una estimación de la masa del agujero negro en 3,6 + 0,2 -0,4 × 10^6 M☉ como una masa distribuida en el pársec central que asciende a (1 ± 0,5) × 10^6 M☉.[28] Se cree que este último está compuesto de estrellas y restos estelares.

| Estrella | Alias  | a (")         | a (UA)   | e             | P (años)   | T0 (fecha)     | Ref    |
| -------- | ------ | ------------- | -------- | ------------- | ---------- | -------------- | ------ |
| S1       | S0–1   | 0,412±0,024   | 3300±190 | 0,358±0,036   | 94,1±9,0   | 2002,6±0,6     | [ 26 ] |
| S2       | S0–2   | 0,1226±0,0025 | 980±20   | 0,8760±0,0072 | 15,24±0,36 | 2002,315±0,012 | [ 26 ] |
|          |        |               | 919±23   | 0,8670±0,0046 | 14,53±0,65 | 2002,308±0,013 | [ 30 ] |
| S8       | S0–4   | 0,329±0,018   | 2630±140 | 0,927±0,019   | 67,2±5,5   | 1987,71±0,81   | [ 26 ] |
| S12      | S0–19  | 0,286±0,012   | 2290±100 | 0,9020±0,0047 | 54,4±3,5   | 1995,628±0,016 | [ 26 ] |
|          |        |               | 1720±110 | 0,833±0,018   | 37,3±3,8   | 1995.758±0.050 | [ 30 ] |
| S13      | S0–20  | 0,219±0,058   | 1750±460 | 0,395±0.032   | 36±15      | 2006.1±1.4     | [ 26 ] |
| S14      | S0–16  | 0,225±0,022   | 1800±180 | 0,9389±0.0078 | 38±5,7     | 2000.156±0.052 | [ 26 ] |
|          |        |               | 1680±510 | 0,974±0.016   | 36±17      | 2000.201±0.025 | [ 26 ] |
| S0–102   | S0–102 |               |          | 0,68±0.02     | 11,5±0,3   | 2009.5±0.3     | [ 31 ] |

## En la cultura popular
- El cantante Declan McKenna tituló Saggitarius A* a una de las canciones de su álbum Zeros.